# 普里格利茨
普里格利茨是奥地利下奥地利州诺因基兴县的一个市镇。总面积17.95平方公里，总人口500人，人口密度27.9人/平方公里（2005年）。